# William Saroyan
William Saroyan (Fresno, 31 de agosto de 1908 - 18 de maio de 1981) foi um escritor e dramaturgo dos Estados Unidos de ascendência armênia.

## Biografia
Seu pai, um armênio, era ministro presbiteriano e agricultor; morreu quando Saroyan tinha dois anos de idade. Com a morte do pai, foi obrigado a viver num orfanato juntamente com seus outros três irmãos. Aos doze anos, abandonou a escola e empregou-se como estafeta numa agência telegráfica. De emprego em emprego, chegou ao posto de gerente de uma agência postal e telegráfica de São Francisco.
Foi aos 16 anos que Saroyan resolveu ser escritor. Na época, graças sobretudo à atuação de algumas revistas, o conto tinha se tornado uma verdadeira mania nos Estados Unidos. Assim, Saroyan decidiu escrever pequenas histórias. No início, tentou imitar o estilo das revistas sensacionalistas, mas seus contos foram rejeitados. Passou então a escrever com espontaneidade, inspirando-se em acontecimentos pessoais, pequenas aventuras vividas no decorrer de sua infância e adolescência. A fórmula deu certo e, em 1934, com a publicação do volume de contos O Ousado Rapaz no Trapézio Volante (The Daring Young Man on the Flying Trapeze) recebeu entusiástica acolhida da crítica. 
Saroyan continuou a recorrer com freqüencia ao conto autobiográfico, de que escreveu uma longa série: Inalar e Exalar (Inhale and Exhale, 1936), Criancinhas (Little Children, 1937), Amor, Aqui Está Meu Chapéu (Love, Here Is My Hat, 1938), A Confusão Com Os Tigres (The Trouble With Tigers, 1938), Meu Nome É Aram (My Name Is Aram, 1941), Depois dos Trinta Anos (After Thirty Years, 1962), entre outros. Escreveu também para o teatro, tendo ganho o prêmio Pulitzer em 1939 com a peça O Tempo De Sua Vida (The Time of Your Life). Prêmio que Saroyan recusou, alegando que "a riqueza não tem o direito de patrocinar a arte". A Comédia Humana (The Human Comedy, 1942) é seu romance cuja adaptação para o cinema (Comédia Humana, 1943) rendeu a Saroyan o prêmio da Academia para Melhor História Original. Escrito em plena Segunda Guerra Mundial, o romance apresenta uma seqüencia de quadros na vida de um adolescente, Homero Macauley, estafeta de uma empresa de telégrafo.

## Bibliografia

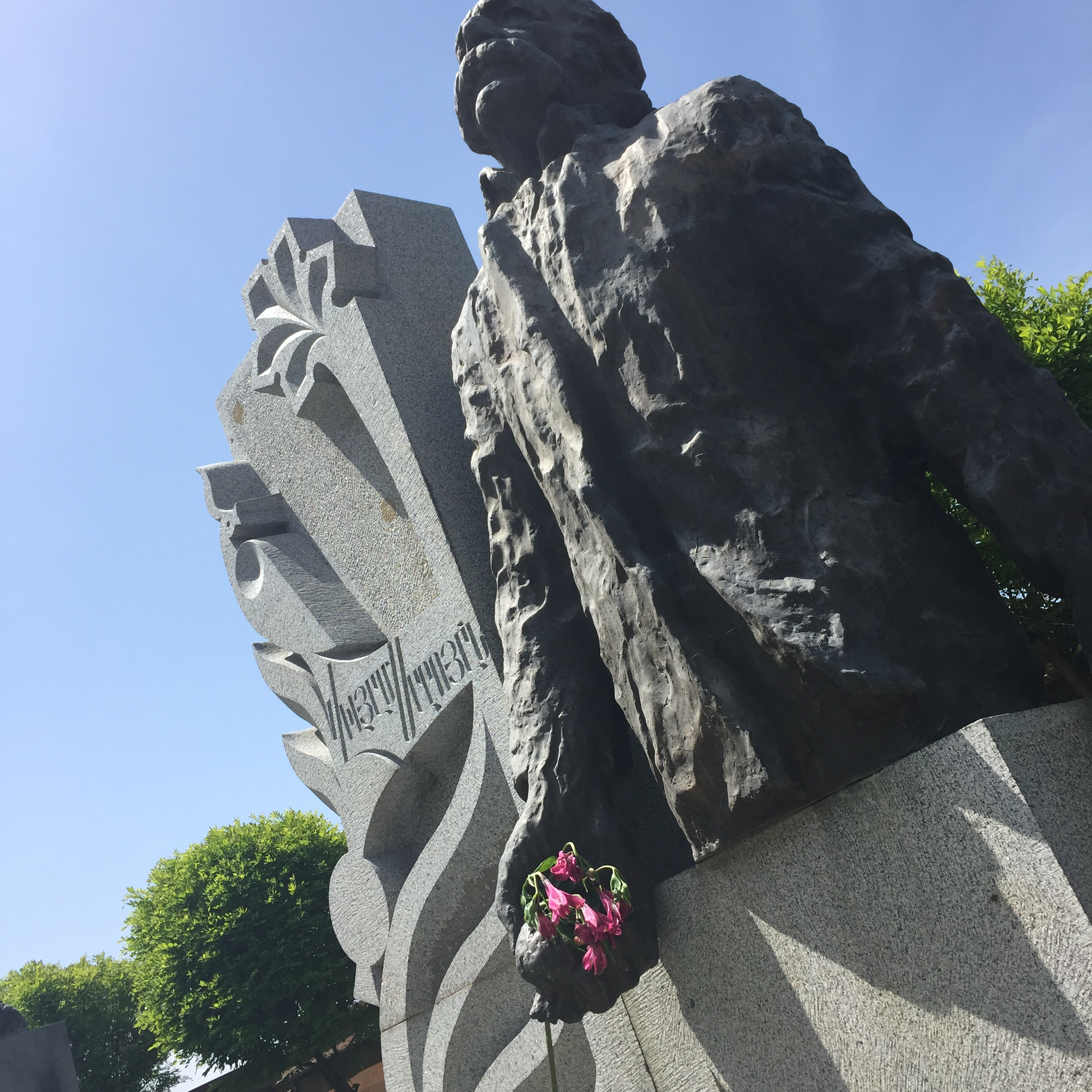
Túmulo de William Saroyan no Komitas Pantheon de Yerevan

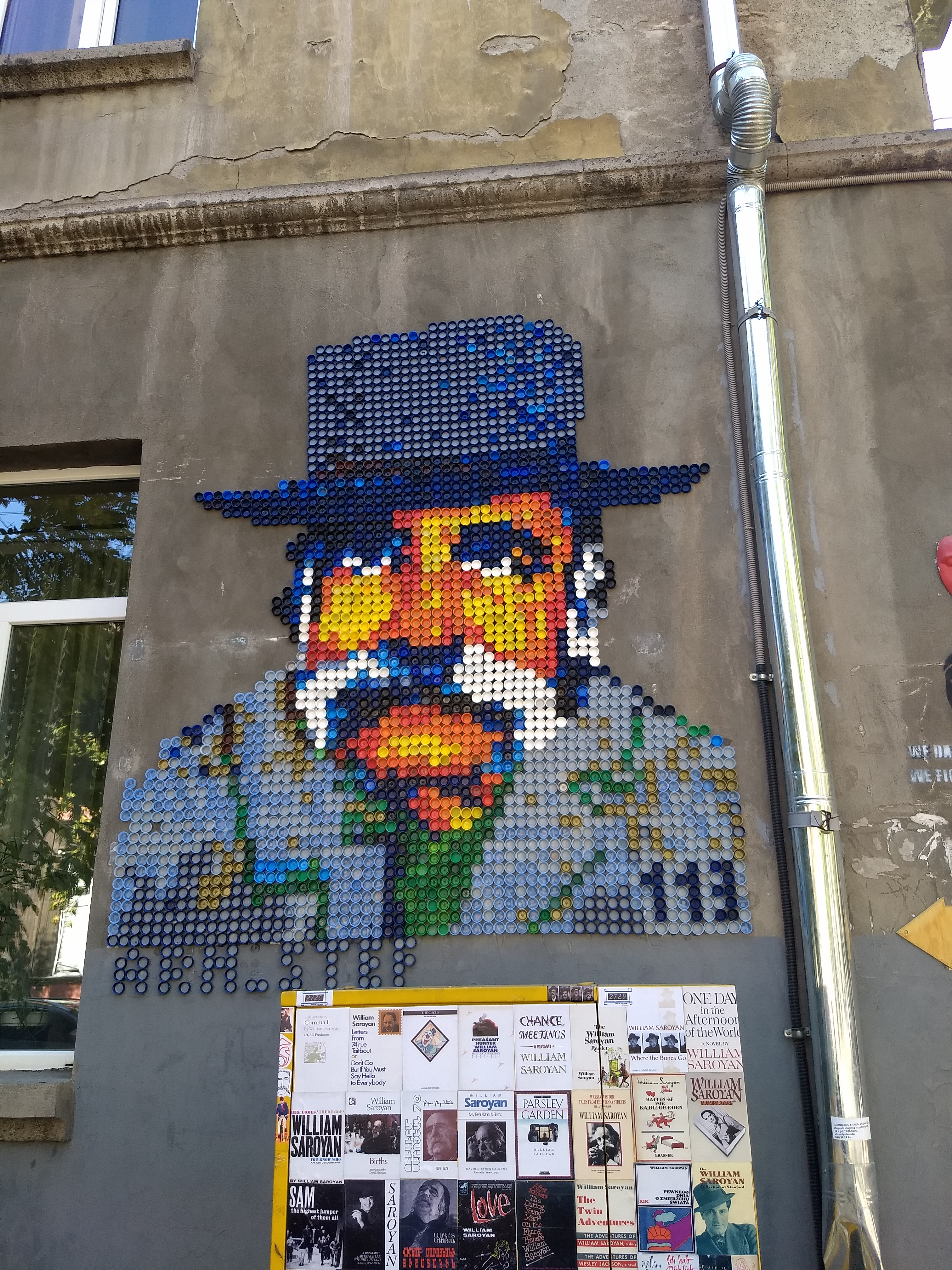
Retrato de William Saroyan em Yerevan composto por tampas de garrafas de plástico

### Livros
- The Daring Young Man on the Flying Trapeze (1934)
- Inhale and Exhale (1936)
- Three Times Three (1936)
- Little Children (1937)
- The Trouble With Tigers (1938)
- The Gay and Melancholy Flux (1938)
- Love Here Is My Hat (1938)
- A Native American (1938)
- Peace, It's Wonderful (1939)
- My Name Is Aram (1940)
- Hilltop Russians in San Francisco (1941)
- Saroyan's Fables (1941)
- Razzle-Dazzle (1942)
- The Human Comedy (1943)
- Get Away Old Man (1944)
- Dear Baby (1944)
- The Adventures of Wesley Jackson (1946)
- The Twin Adventures (1950)
- The Assyrian and Other Stories (1951)
- Rock Wagram (1951)
- Tracy's Tiger (1952)
- The Bicycle Rider in Beverly Hills (1952)
- The Laughing Matter (1953)
- Love (1955)
- The Whole Voyald and Other Stories (1956)
- Mama I Love You (1956)
- Papa You're Crazy (1957)
- Here Comes, There Goes, You Know Who (1961)
  - "Gaston" (1962), short story collected in Madness ...
- Me: A Modern Masters Book for Children (1963)[2]
- Not Dying (1963)
- Boys and Girls Together (1963)
- One Day in the Afternoon of the World (1964)
- Short Drive, Sweet Chariot (1966)
- I Used to Believe I Had Forever, Now I'm Not So Sure (1968)
- The Man with the Heart in the Highlands and other stories (1968)
- Letters from 74 rue Taitbout (1969)
- Places Where I've Done Time 1972
- Days of Life and Death and Escape to the Moon (1973)
- Sons Come and Go, Mothers Hang In Forever (1976)

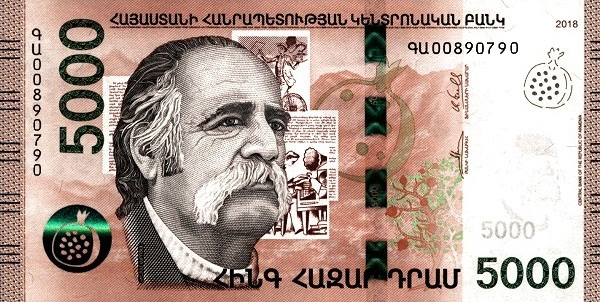
Saroyan em uma nota de 2018 5000 Dram

- Chance Meetings (1978)
- Obituaries (1979)
- Births (1983)
- My name is Saroyan (1983)
- Madness in the Family (1988)

### Roteiros
- The Time of Your Life (1939)
- My Heart's in the Highlands (1939)
- Elmer and Lily (1939)
- Three plays (1940):
  - My Heart's in the Highlands
  - The Time of Your Life
  - Love's Old Sweet Song
- Love's Old Sweet Song[3]
- The Agony of Little Nations (1940)
- Subway Circus (1940)
- Hello Out There (1941)
- Across the Board on Tomorrow Morning (1941)
- The Beautiful People (1941)
- Bad Men in the West (1942)
- Talking to You (1942)
- Coming Through the Rye (1942)
- Don't Go Away Mad (1947)
- Jim Dandy (1947)
- The Slaughter of the Innocents (1952)
- The Oyster and the Pearl (TV) (1953)
- The Stolen Secret (1954)
- A Midsummer Daydream (TV) (1955)
- The Cave Dwellers (1958)
- Sam, The Highest Jumper Of Them All, or the London Comedy (1960)
- Settled Out of Court (1960)
- Hanging around the Wabash (1961)
- The Dogs, or the Paris Comedy (1969)
- Armenian (1971)
- Assassinations (1974)
- Tales from the Vienna Streets (1980)
- An Armenian Trilogy (1986)
- The Parsley Garden (1992)

### Histórias curtas
- "The Snake"
- "An Ornery Kind of Kid"
- "The Filipino and the Drunkard"
- "Gaston" (date unknown)
- "The Hummingbird That Lived Through Winter"
- "Knife-Like, Flower-Like, Like Nothing At All in the World" (1942)
- "The Mourner"
- "The Parsley Garden"
- The Summer of the Beautiful White Horse (1938)
- "Seventy Thousand Assyrians" (1934)
- "The Shepherd's Daughter"
- "Sweetheart Sweetheart Sweetheart"
- "Third day after Christmas" (1926)
- "Five Ripe Pears" (1935)
- "Pomegranate Trees" (year unknown)
- "Seventeen"
- "The Barber´s Uncle"

### Poema
- "Me" (The Saturday Evening Post, 9-3-1963, illustr. por Murray Tinkelman)[4]

### Música
- "Come On-a My House", a hit for Rosemary Clooney, baseado em uma canção folclórica armênia, escrita com seu primo, Ross Bagdasarian, mais tarde o empresário de Alvin and the Chipmunks.[5]
- "Eat, Eat, Eat" (palavras e música) cantada por Danny Kaye com Vic Schoen Orchestra[6][7]